# Gelijkenis van de talenten
De gelijkenis van de talenten is een van de gelijkenissen die voorkomen in het Nieuwe Testament van de Bijbel, verteld door Jezus. Het verhaal staat in Matteüs 25:14-30, met een variant in Lucas 19:12-27.

## Parabel
Jezus vergelijkt het moment waarop de Mensenzoon komt met een man die naar het buitenland gaat en zijn drie dienaars opdraagt zijn geld te beheren tot hij terug is. Aan de eerste dienaar geeft hij vijf talenten, aan de tweede geeft hij er twee en aan de derde een. Daarna vertrekt hij en gaan de dienaren aan de slag.
Na een tijd komt de man terug. Hij roept zijn dienaren bij elkaar om te horen wat ze met het geld hebben gedaan. De eerste heeft het geld geïnvesteerd en van zijn vijf talenten er tien gemaakt. De meester prijst en beloont hem. De tweede heeft eveneens het geld geïnvesteerd en van zijn twee talenten er vier gemaakt. De meester prijst en beloont hem eveneens. De derde heeft zijn geld begraven, omdat hij bang was dat hij het anders kwijt zou raken en hiervoor gestraft zou worden. Hij graaft het talent op en geeft het terug. De meester zegt hem dat hij een slechte, luie slaaf is en geeft zijn deel aan degene die al tien talenten heeft. De onnutte knecht wordt buitengeworpen, 'waar men jammert en knarsetandt'.

## Interpretatie
De gebruikelijke interpretatie van de parabel is dat wie goed gebruikmaakt van zijn geestelijke vermogens als christen, beloond zal worden; maar wie zijn vermogens verkwanselt, zal worden gestraft.

## In de sociale wetenschappen
Het Matteüseffect in de sociale wetenschappen verwijst naar de conclusie van de meester weergegeven in Matteüs 25:29: "Want aan ieder die heeft, zal gegeven worden; maar wie niet heeft, hem zal nog ontnomen worden zelfs wat hij heeft" (Willibrordvertaling).